# Lazaro Pina
Lazaro Pina (...) è un bassista statunitense, attuale bassista della band nu metal Ill Niño.
Egli entrò nella band nel 2000, dopo un anno dalla sua fondazione. Con questa band ha fino ad oggi pubblicato quattro album e una raccolta.

## Discografia
- Revolution Revolución - 2000
- Confession - 2003
- One Nation Underground - 2005
- The Best of Ill Niño - 2006
- Enigma - 2008